# Eberhard Otto (Ägyptologe)
Eberhard Otto (* 26. Februar 1913 in Dresden; † 11. Oktober 1974 in Heidelberg) war ein deutscher Ägyptologe.

Eberhard Otto studierte von 1932 bis 1937 in Leipzig, München und Göttingen und wurde nach der Promotion 1938 und der Habilitation 1943 im Jahr 1950 außerplanmäßiger Professor für Ägyptologie an der Universität Hamburg. 1955 übernahm er den Lehrstuhl für Ägyptologie an der Universität Heidelberg. Neben Arbeiten zur Religion und Kunst des alten Ägypten wurde er auch bekannt durch seine Arbeit am Lexikon der Ägyptologie, das er bis zu seinem Tode zusammen mit Wolfgang Helck herausgab. Sein Nachfolger für die letzten Bände wurde Wolfhart Westendorf. Sein erfolgreichstes Buch war das seiner Frau gewidmete Taschenbuch Ägypten. Der Weg des Pharaonenreiches, das bis 1979 fünf Auflagen erlebte und im Jahr 2010 als Nachdruck erneut verlegt wurde. Seit 1957 war er ordentliches Mitglied der Heidelberger Akademie der Wissenschaften.

## Schriften
- Beiträge zur Geschichte der Stierkulte in Aegypten (= Untersuchungen zur Geschichte und Altertumskunde Ägyptens. Band 13, ISSN 2365-1237). Hinrichs, Leipzig 1938, (Zugleich: Göttingen, Universität, Dissertation, 1937).
- Der Vorwurf an Gott. Zur Entstehung der ägyptischen Auseinandersetzungsliteratur. (Vorträge der Orientalistischen Tagung in Marburg. Fachgruppe Ägyptologie, 1950) Gerstenberg, Hildesheim 1951.
- Topographie des thebanischen Gaues (= Untersuchungen zur Geschichte und Altertumskunde Ägyptens. Band 16). Akademie-Verlag u. a., Berlin u. a. 1952.
- Ägypten. Der Weg des Pharaonenreiches (= Urban-Taschenbücher. Band 4, ZDB-ID 995319-X). Kohlhammer, Stuttgart 1953/5. Auflage. Kohlhammer, Stuttgart u. a. 1979, ISBN 3-17-005160-1.
- Die biographischen Inschriften der ägyptischen Spätzeit. Ihre geistesgeschichtliche und literarische Bedeutung (= Probleme der Ägyptologie. Band 2, ISSN 0169-9601). Brill, Leiden 1954.
- mit Wolfgang Helck: Kleines Wörterbuch der Ägyptologie. Harrassowitz, Wiesbaden 1956.
- Das Verhältnis von Rite und Mythus im Ägyptischen (= Sitzungsberichte der Heidelberger Akademie der Wissenschaften. Philosophisch-Historische Klasse. 1958, Band 1, ISSN 0933-6613). Winter, Heidelberg 1958.
- Das ägyptische Mundöffnungsritual (= Ägyptologische Abhandlungen. Band 3, ISSN 0568-0476). 2 Teile. (Teil 1: Text. Teil 2: Kommentar.). Harrassowitz, Wiesbaden 1960.
- Gott und Mensch nach den ägyptischen Tempelinschriften der griechisch-römischen Zeit. Eine Untersuchung zur Phraseologie der Tempelinschriften (= Abhandlungen der Heidelberger Akademie der Wissenschaften. Philosophisch-Historische Klasse. 1964, Band 1, ISSN 0017-9574). Winter, Heidelberg 1964.
- mit Max Hirmer: Osiris und Amun. Kult und heilige Stätten. Hirmer, München 1966.
- mit Kurt Lange, Max Hirmer, Kurt Lange, Christiane Desroches-Noblecourt: Ägypten. Architektur, Plastik, Malerei in drei Jahrtausenden. 4., neu bearbeitete und sehr erweiterte Auflage. Hirmer, München 1967.
  - 2-bändige Taschenbuchausgabe: Ägyptische Kunst. Architektur, Plastik, Malerei in drei Jahrtausenden (= dtv. 4092–4093, Wissenschaftliche Reihe). Deutscher Taschenbuch Verlag, München 1971, ISBN 3-423-04092-0 und ISBN 3-423-04093-9.
- Wesen und Wandel der ägyptischen Kultur (= Verständliche Wissenschaft. Band 100, ISSN 0083-5846). Springer, Berlin u. a. 1969.
- als Herausgeber mit Wolfgang Helck: Lexikon der Ägyptologie. Harrassowitz, Wiesbaden 1971 ff.